# Proteuxoa confinis
Proteuxoa confinis là một loài bướm đêm thuộc họ Noctuidae. Nó được tìm thấy ở New South Wales và Queensland.